# Rund um Berlin 1986
Rund um Berlin 1986 war die 80. Austragung des ältesten deutschen Eintagesrennens Rund um Berlin. Es fand am 7. Juni über 197 Kilometer statt.

## Rennverlauf
Rund um Berlin 1986 war wie in den Vorjahren ein Straßenradrennen im Kalender der Union Cycliste International (UCI). Start und Ziel war die Radrennbahn Berlin-Weißensee. Mehr als 100 Radrennfahrer aus den Sportclubs der DDR, aus Polen und der Tschechoslowakei sowie die besten BSG-Fahrer waren am Start. Das Patronat über das Rennen hatte die Berliner Zeitung, die auch eine Reihe von Prämien stiftete. Starker Wind prägte das gesamte Rennen und führte bereits in der Anfangsphase zur Aufsplitterung des Feldes in mehrere Gruppen. Maik Landsmann und der inzwischen als BSG-Fahrer startende Martin Goetze initiierten eine Spitzengruppe, die fast vier Minuten Vorsprung herausholte. Erst nach 110 Kilometern bei Potsdam konnten weitere Fahrer aufschließen. Die Nationalmannschaftsfahrer Uwe Ampler, Olaf Ludwig, Thomas Barth und andere kamen an die Spitze nicht mehr heran und kamen mit mehr als zwölf Minuten Rückstand ins Ziel. Den Zielsprint auf der Radrennbahn gewann Uwe Raab sicher.

## Ergebnis
|     | Fahrer             | Verein                        | Zeit (h)  |
| --- | ------------------ | ----------------------------- | --------- |
| 01. | Uwe Raab           | SC DHfK Leipzig               | 4:55:43 h |
| 02. | Martin Goetze      | TSG Gröditz                   | gl. Zeit  |
| 03. | Volker Gruhl       | SC Karl-Marx-Stadt            | gl. Zeit  |
| 04. | Maik Landsmann     | SC Turbine Erfurt             | gl. Zeit  |
| 05. | Michael Prix       | ASK Vorwärts Frankfurt (Oder) | gl. Zeit  |
| 06. | Andreas Wartenberg | SG Wismut Gera                | gl. Zeit  |
| 0 … |                    |                               |           |